# Dominic Hoàng Minh Tiến
Dominic Hoàng Minh Tiến (Vietnamita Đa Minh Hoàng Minh Tiến; Bảo Lộc, 7 de janeiro de 1969) é um clérigo vietnamita e bispo católico romano de Hưng Hóa.
Dominic Hoàng Minh Tiến estudou filosofia e teologia na cidade de Ho Chi Minh de 1992 a 1998. De 1998 a 2003 trabalhou na administração da diocese e em uma paróquia antes de continuar sua formação sacerdotal no seminário de Nha Trang de 2004 a 2006. Em 14 de fevereiro de 2006 recebeu o Sacramento da Ordem para a Diocese de Hưng Hóa.
Após uma breve missão no cuidado pastoral, estudou teologia pastoral no East Asian Pastoral Institute da Ateneo de Manila University em Manila de 2007 a 2008. De 2009 a 2012 estudou no Saint Charles Borromeo Seminary da Arquidiocese de Filadélfia nos EUA, onde obteve o título de mestre em teologia com foco em eclesiologia. De 2012 a 2014 trabalhou na administração financeira de sua diocese e de 2014 a 2020 foi ecônomo diocesano. De 2012 a 2016 foi também secretário episcopal. Desde 2012 é responsável pela pastoral vocacional diocesana e desde 2016 é também representante episcopal dos candidatos ao sacerdócio. Desde 2020 é vigário geral da diocese de Hung Hoá.
O Papa Francisco o nomeou Bispo de Hưng Hóa em 18 de dezembro de 2021. O bispo emérito de Đà Lạt, Antoine Vu Huy Chuong, concedeu-lhe a consagração episcopal em 14 de fevereiro do ano seguinte. Os co-consagradores foram seu predecessor Jean Marie Vu Tât e o Bispo Auxiliar Pierre Nguyên Văn Viên da Diocese de Vinh, que anteriormente havia administrado a Diocese de Hưng Hóa como Administrador Apostólico.